# سرخس لساني
سرخس لساني (الاسم العلمي: Glossopteris)، (من اليونانية: glossa = γλώσσα = لسان + ptéris =πτέρις = سرخس) لأن أوراقها تشبه اللسان. وهي أكبر وأشهر جنس من رتبة السرخسيات اللسانية المنقرضة التي تنتمي إلى السرخسيات البذرية.